# Epiechinus notogaeus
Epiechinus notogaeus är en skalbaggsart som beskrevs av Heinrich Bickhardt 1918. Epiechinus notogaeus ingår i släktet Epiechinus och familjen stumpbaggar. Inga underarter finns listade i Catalogue of Life.